# Gelopellis rufus
Gelopellis rufus är en svampart som beskrevs av Dring 1977. Gelopellis rufus ingår i släktet Gelopellis och familjen Claustulaceae.   Inga underarter finns listade i Catalogue of Life.